# 古典落語
古典落語（こてんらくご）とは、落語の演目のうち、一般に江戸時代から明治時代・大正時代にかけて作られたものを指すことが多い。それよりも新しい時代に作られた演目は、「新作落語」と呼んで区別される。なお、「創作落語」は上方（大阪・京都）の落語家たちによる造語である。

## 概要

### 歴史
古典落語は江戸時代以降、主として江戸と上方の都市に住む庶民に親しまれてきた笑いの伝統芸能であり、笑いのなかで独自の世界を作り上げる話芸には高度の芸術的表現力が必要である。
落語は、江戸時代、軽めの講談、辻咄（辻芸）として京都の露の五郎兵衛らによって始められたといわれる。当初は短い小話中心であったが、寄席芸能として三都に定着するにつれ次第に長くなり、幕末から明治にかけてほぼ今のようなスタイルになったといわれている。土地柄を反映して、あっさりとした味わいの江戸落語、派手で賑やかな上方落語とそれぞれに際だった特徴を有する。このような古典落語は、明治になって三遊亭圓朝によって大成され、都市化、筆記化とともに大衆文化として花開いた。この時代の頃までに骨格の出来上がった演目が、通常は古典落語と呼ばれている。
要するに「古典落語」とは、「現代からみて古典的なネタ（演目）」のことであり、落語演目のうち「新作落語（あるいは創作落語）でないもの」を称する。これについて、第二次世界大戦後、新作落語を多く手がけた5代目古今亭今輔はしばしば「古典落語も、できたときは新作でした」と述べている。これに対し、古典落語の多くは落語が生まれる以前の中国や日本の説話や伝承などから生まれたものであることに着目し、「古典落語の多くは、生まれた時から古典だった」とする見解もある。
上述のとおり、基本的には江戸時代から明治・大正期につくられた作品を通常は「古典」と称するが、昭和初期の作品でも漫画『のらくろ』の作者田河水泡の手による『猫と金魚』や今村信雄『試し酒』などは既に古典と呼びうるほどに多くの演者によって演じられてきた演目であり、古典と新作（創作）を厳密に分けることは難しい。
古典落語は長い間、庶民にとって身近な娯楽であり、大戦後は、ラジオ寄席、TV放映などを通して人気を維持したが、大衆レベルでの古典文化の喪失、名人と呼ばれた師匠が相次いで物故したこと、後継者のレベル低下、娯楽の多様化などから、人気の衰えた一時期を迎えた。
そうしたなかにあって、1995年（平成7年）、5代目柳家小さん（本名：小林盛夫）が落語家として初の重要無形文化財保持者（いわゆる「人間国宝」）に認定され、翌年には上方の3代目桂米朝（本名：中川清）が、2014年（平成26年）には10代目柳家小三治（本名：郡山剛藏）がそれぞれ人間国宝に認定された。また、2005年の『タイガー&ドラゴン』や2007年の『ちりとてちん』という古典落語を題材とした連続ドラマ（NHK連続テレビ小説『ちりとてちん』）の放送が、若い世代が落語を知る機会となり、新しいファンも増えてきている。

### 古典落語の継承と分類
古典の演目の場合、噺そのものについて著作権が問題になることはほとんどない。しかしながら、プロの落語家にあっては、高座にかけるためには稽古をつけてくれた人からの許可が必要であり、独りで勝手に聞き覚えたものを高座にかけてはならないという不文律があり、そのような形で古典落語が継承されてきた。
弟子へ引き継がれず途絶えてしまった演目もあり、4代目桂文我は古書や高座の速記録、浮世絵に書き込まれた当時の小話などからの復元をライフワークとしており、師匠の2代目桂枝雀が転居時に捨てようとした資料をもらい受けたり、その師匠である3代目桂米朝に題名しかわからない演目を思い出して語ってもらったりして、『桂文我 上方落語全集』として刊行を進めている。
古典落語の演目は、その内容から、落とし噺と人情噺とに大別される。さらに落ちによって分類する方法もある。また、上方と江戸で別々に発展したため、以下のように東西によって落語の題名が違ったり、片方にしかない演目があったりする。

## 主な演目
以下は代表的なものを挙げる。
| 上方落語                   | 江戸落語               | 落ち                     |
| -------------------------- | ---------------------- | ------------------------ |
| 明烏                       | （同）                 | 逆さ落ち、ぶっつけ落ち   |
| 阿弥陀池                   | 新聞記事               | にわか落ち               |
| いいえ                     |                        | とたん落ち               |
|                            | 居酒屋                 | 逆さ落ち、ぶっつけ落ち   |
| 井戸の茶碗                 |                        |                          |
|                            | 居残り佐平次、おこわ   | 逆さ落ち、見立て落ち     |
| 厩火事                     | （同）                 | とたん落ち               |
| 延陽伯                     | たらちね               | にわか落ち               |
|                            | 御神酒徳利、占い八百屋 | ぶっつけ落ち             |
|                            | 火焔太鼓               | にわか落ち               |
|                            | お釜さま               | にわか落ち               |
| 書割盗人                   | だくだく、つもり泥     | 間抜け落ち               |
| 掛け取り                   | 掛取万歳               | とたん落ち               |
| 笠碁                       | （同）                 | 間抜け落ち               |
| 片棒                       | （同）                 | とたん落ち               |
| 蝦蟇の油                   | （同）                 | 間抜け落ち               |
| 替り目                     | （同）                 | とたん落ち、ぶっつけ落ち |
| 京の茶漬け                 |                        | とたん落ち               |
| 高津の富                   | 宿屋の富、千両富       | 間抜け落ち               |
| くっしゃみ講釈             | くしゃみ講釈           | にわか落ち               |
| 蔵丁稚                     | 四段目                 |                          |
| 鴻池の犬                   |                        | 間抜け落ち               |
|                            | 黄金餅                 |                          |
| 骨つり                     | 野ざらし               | 間抜け落ち               |
| さくらんぼ                 | 頭山                   | 見立て落ち               |
| 宿屋嬶                     |                        | 見立て落ち               |
| 皿屋敷、お菊の皿           | （同）                 | 間抜け落ち               |
|                            | 山号寺号、恵方参り     | にわか落ち               |
| 三十石                     |                        |                          |
| 質屋蔵                     |                        |                          |
|                            | 品川心中、仕返し       | にわか落ち               |
|                            | 死神                   | しぐさ落ち               |
|                            | 芝浜                   | とたん落ち               |
| 寿限無                     | （同）                 | 間抜け落ち               |
|                            | 女給の文（ラブレター） | にわか落ち               |
| 世帯念仏                   | 小言念仏               | 拍子落ち、間抜け落ち     |
|                            | 粗忽長屋               | 間抜け落ち               |
|                            | 大工調べ               | にわか落ち               |
| 千早振る、百人一首、無学者 |                        | ぶっつけ落ち             |
| 出来心、花色木綿           |                        | 間抜け落ち               |
|                            | てれすこ               | 間抜け落ち               |
| 天下一浮かれの屑より       | 紙屑屋                 |                          |
| 天狗裁き                   | （同）                 | まわり落ち               |
| 天神山                     | 墓見                   |                          |
| 時うどん                   | 時そば                 | 間抜け落ち               |
| 貧乏花見                   | 長屋の花見             |                          |
| 猫の茶碗                   | 猫の皿                 | とたん落ち               |
|                            | 八五郎出世、妾馬       | 間抜け落ち               |
| 初天神                     |                        | 拍子落ち、逆さ落ち       |
|                            | 文七元結               |                          |
| 饅頭こわい                 | （同）                 | とたん落ち               |
|                            | 目黒のさんま           | ぶっつけ落ち             |
|                            | 四谷怪談               |                          |
| らくだ                     | （同）                 | にわか落ち               |
| 泳ぎの医者                 | （同）                 | とたん落ち               |